# Gemeinde Pristina
Die Gemeinde Pristina (albanisch Komuna e Prishtinës, serbisch Општина Приштина Opština Priština) ist eine Gemeinde im Kosovo. Sie liegt im Bezirk Pristina. Verwaltungssitz ist die Stadt Pristina.

## Geographie
Die Gemeinde Pristina befindet sich im östlichen Zentrum des Kosovo. Sie grenzt an die Gemeinden Podujeva im Norden, Kamenica im Osten, Novo Brdo, Lipjan und Gračanica im Süden, sowie Fushë Kosova und Obiliq im Westen. Im äußersten Nordosten hat die Gemeinde eine gemeinsame Grenze mit Serbien (Opština Medveđa). Insgesamt befinden sich 41 Dörfer in der Gemeinde, ihre Fläche beträgt 572 km². Mit den Gemeinden Fushë Kosova, Podujeva, Drenas, Obiliq, Lipjan, Gracanica und Novo Brdo bildet die Gemeinde den Bezirk Pristina.
Der Parku i Gërmisë ist ein Park, der etwa zehn Kilometer östlich von Pristina liegt. Der Park erstreckt sich vom Norden bei Llukar und Kolovica bis in den Süden zum Badovac-See.

### Nachbargemeinden
| Obiliq       | Podujeva                                    | Medveđa (SRB) |
| Fushë Kosova | Kompassrose, die auf Nachbargemeinden zeigt | Kamenica      |
| Gračanica    | Lipjan                                      | Novo Brdo     |

## Bevölkerung
Die letzte Volkszählung aus dem Jahr 2024 ergab für die Gemeinde Pristina eine Einwohnerzahl von 227.466.
Hiervon waren 222.898 (97,99 %) Albaner, 2138 (0,94 %) Türken und 770 (0,34 %) Serben, hinzu kommen weitere kleinere Minderheiten.
208.051 deklarierten sich als Muslime, 2313 als Katholiken, 820 als Orthodoxe, religionslos 4147 und 9536 äußerten sich nicht zur Religion.
| Zensus    | 1948   | 1953   | 1961   | 1971   | 1981    | 1991    | 2011    | 2024    |
| --------- | ------ | ------ | ------ | ------ | ------- | ------- | ------- | ------- |
| Einwohner | 40.361 | 47.244 | 64.139 | 98.274 | 140.097 | 190.296 | 198.897 | 227.466 |

| Ethnie         | Albaner | Serben | Türken | Bosniaken | Roma | Aschkali | Goranen | Balkan-Ägypter | Andere | Antwort verweigert |
| -------------- | ------- | ------ | ------ | --------- | ---- | -------- | ------- | -------------- | ------ | ------------------ |
| Einwohner 2024 | 222.898 | 770    | 2138   | 356       | 57   | 427      | 188     | 17             | 515    | 100                |

| Religion       | Muslime | Orthodoxe | Katholiken | Konfessionslose | Andere | Antwort verweigert |
| -------------- | ------- | --------- | ---------- | --------------- | ------ | ------------------ |
| Einwohner 2024 | 208.051 | 820       | 2313       | 4147            | 2599   | 9536               |

|-

## Orte
| Albanisch         | Serbisch       | Einwohnerzahl (Volkszählung 2011) |
| ----------------- | -------------- | --------------------------------- |
| Ballaban          | Balaban        | 50                                |
| Bardhosh          | Devet Jugovića | 3126                              |
| Barileva          | Bariljevo      | 1893                              |
| Bërnica e Epërme  | Gornja Brnjica | 2170                              |
| Bërnica e Poshtme | Donja Brnjica  | 1405                              |
| Besia             | Besinje        | 695                               |
| Busia             | Businje        | 577                               |
| Çagllavica        | Čaglavica      | 8487 1                            |
| Dabishec          | Dabiševac      | 48                                |
| Dragoc            | Dragovac       | 200                               |
| Drenoc            | Drenovac       | 568                               |
| Gllogovica        | Glogovica      | 32                                |
| Grashtica         | Graštica       | 383                               |
| Hajkobilla        | Ajkobila       | 25                                |
| Hajvalia          | Ajvalija       | 7702                              |
| Keçekolla         | Kačikol        | 206                               |
| Koliq             | Kolić          | 209                               |
| Kolovica          | Kojlovica      | 3411                              |
| Kukavica          | Kukavica       | 8                                 |
| Lebana            | Lebane         | 583                               |
| Llukar            | Lukare         | 1719                              |
| Makoc             | Makovac        | 917                               |
| Marec             | Marevce        | 157                               |
| Matiçan           | Matičane       | 38.360                            |
| Mramor            | Mramor         | 893                               |
| Nishec            | Niševce        | 27                                |
| Orlloviq          | Orlović        | 879                               |
| Prapashtica       | Propaštica     | 135                               |
| Prishtina         | Priština       | 143.469                           |
| Prugoc            | Prugovac       | 2145                              |
| Radashec          | Radoševac      | 0                                 |
| Rimanishta        | Rimanište      | 332                               |
| Sharban           | Šarban         | 202                               |
| Shashkoc          | Šaškovac       | 307                               |
| Sinidol           | Sinji Dol      | 1265                              |
| Siqeva            | Sićevo         | 265                               |
| Slivova           | Slivovo        | 256                               |
| Sofalia           | Sofalija       | 1782                              |
| Teneshdoll        | Teneš Do       | 343                               |
| Truda             | Trudna         | 682                               |
| Vranidoll         | Vrani Do       | 991                               |
| Zllash            | Zlaš           | 108                               |
| Zllatar           | Zlatare        | 454                               |

## Politik
| Die Bürgermeister der Gemeinde Pristina seit dem Jahr 2000 | Die Bürgermeister der Gemeinde Pristina seit dem Jahr 2000 | Die Bürgermeister der Gemeinde Pristina seit dem Jahr 2000 |
| Name                                                       | Partei                                                     | Amtszeit                                                   |
| ---------------------------------------------------------- | ---------------------------------------------------------- | ---------------------------------------------------------- |
| Sali Gashi                                                 | LDK                                                        | 2000–2002                                                  |
| Ismet Beqiri                                               | LDK                                                        | 2002–2007                                                  |
| Isa Mustafa                                                | LDK                                                        | 2007–2013                                                  |
| Shpend Ahmeti                                              | VV, später PSD                                             | 2013–2021                                                  |
| Përparim Rama                                              | LDK                                                        | seit 2021                                                  |